# توکوهی سادا
توکوهی سادا (佐田 徳平 (Sada Tokuhei)؛ ۱۹۰۹ – ۱۷ دسامبر ۱۹۳۳) شناگر اهل ژاپن بود.
وی در مسابقات کشوری و بین‌المللی در مجموع برندهٔ ۱ مدال نقره شده‌است.